# آيت يوسف (تالڭجونت)
آيت يوسف هي إحدى مشيخات المملكة المغربية، تتبع جغرافيا لإقليم تارودانت وإداريًا لتالڭجونت. يقدر عدد سكانها بـ 10367 نسمة حسب الإحصاء الرسمي للسكان والسكنى لسنة 2004.